# Gopherus morafkai
Gopherus morafkai is een schildpad uit de familie landschildpadden (Testudinidae). De schildpad behoort tot de bekendere gopherschildpadden uit het geslacht Gopherus. De soort werd voor het eerst wetenschappelijk beschreven door Robert Ward Murphy, Kristin H. Berry, Taylor Edwards, Alan Edward Leviton, Amy Lathrop & J. Daren Riedle in 2011. De soortnaam morafkai is een eerbetoon aan de bioloog David Joseph Morafka (1946-2004).
Het is een vrij onbekende soort, het is de enige gopherschildpad die nog geen Nederlandstalige naam heeft. Dit komt doordat de soort pas in 2011 voor het eerst wetenschappelijk werd beschreven.
Gopherus morafkai komt endemisch voor in de Verenigde Staten, vermoed wordt dat de schildpad ook in Mexico voorkomt. De schildpad is een bewoner van droge gebieden, zoals halfwoestijnen.